# U.S. Men's Clay Court Championships 2017
Lo U.S. Men's Clay Court Championships 2017, anche conosciuto come Fayez Sarofim & Co. U.S. Men's Clay Court Championships per motivi di sponsorizzazione, è stato un torneo di tennis giocato sulla terra rossa. È stata la 107ª edizione dello U.S. Men's Clay Court Championships, che fa parte della categoria ATP Tour 250 nell'ambito dell'ATP World Tour 2017. Si è giocato presso il River Oaks Country Club di Houston, negli USA, dal 10 al 16 aprile 2017.

## Partecipanti

### Teste di serie
| Nazionalità | Giocatore         | Ranking* | Testa di serie |
| ----------- | ----------------- | -------- | -------------- |
| Stati Uniti | Jack Sock         | 15       | 1              |
| Stati Uniti | John Isner        | 23       | 2              |
| Stati Uniti | Sam Querrey       | 25       | 3              |
| Stati Uniti | Steve Johnson     | 29       | 4              |
| Spagna      | Fernando Verdasco | 31       | 5              |
| Spagna      | Feliciano López   | 36       | 6              |
| Stati Uniti | Donald Young      | 42       | 7              |
| Brasile     | Thomaz Bellucci   | 67       | 8              |

* Ranking al 3 aprile 2017.

### Altri partecipanti
I seguenti giocatori hanno ricevuto una wild card per il tabellone principale:
- Ernesto Escobedo
- Bjorn Fratangelo
- Reilly Opelka

Il seguente giocatore è entrato in tabellone con il ranking protetto:
- Tommy Haas

I seguenti giocatori sono entrati nel tabellone principale passando dalle qualificazioni:

- Máximo González
- Leonardo Mayer
- Noah Rubin
- Tennys Sandgren

## Campioni

### Singolare maschile
Steve Johnson ha sconfitto in finale  Thomaz Bellucci con il punteggio di 6–4, 4–6, 7–6(5).
- È il secondo titolo in carriera per Johnson, il primo della stagione.

### Doppio maschile
Julio Peralta /  Horacio Zeballos hanno sconfitto in finale  Dustin Brown /  Frances Tiafoe con il punteggio di 4–6, 7–5, [10–6].